# Natação no Campeonato Mundial de Esportes Aquáticos de 2023 - 400 m livre feminino
A disputa na modalidade 400 metros livre feminino de Natação no Campeonato Mundial de Esportes Aquáticos de 2023 fora realizada nos dias 22 e 23 de Julho de 2023 na Marine Messe Fukuoka em Fukuoka, no Japão. Ao todo, 41 nadadoras de 31 Comitês Olímpicos Nacionais participaram do evento. Ariarne Titmus, nadadora australiana, fora vencedora da prova, estabelecendo o novo recorde mundial desta prova.

## Formato da competição
A competição consiste em duas rodadas: eliminatórias e final. As nadadoras os 8 melhores tempos nas eliminatórias avançam a final. Desempates (swim-offs) são utilizados conforme necessário para quebrar os empates de avanço a próxima rodada.

## Calendário
Todos os horários estão na Hora legal japonesa (UTC+9).
| Data                | Horário | Fase          |
| ------------------- | ------- | ------------- |
| 22 de julho de 2023 | 11:56   | Eliminatórias |
| 23 de julho de 2023 | 20:32   | Final         |

## Recordes
Antes desta competição, os recordes mundiais e do campeonato nesta prova eram os seguintes:
| Tipo                  | Atleta         | Tempo     | Local     | Data                |
| --------------------- | -------------- | --------- | --------- | ------------------- |
|                       | Ariarne Titmus | 3m 56s 40 | Adelaide  | 22 de maio de 2022  |
| Recorde do campeonato | Katie Ledecky  | 3m 58s 15 | Budapeste | 18 de junho de 2022 |

Nesta competição, o seguinte recorde fora estabelecido:
| Data        | Evento | Nome           | CON       | Tempo   | Recorde         |
| ----------- | ------ | -------------- | --------- | ------- | --------------- |
| 23 de julho | Final  | Ariarne Titmus | Austrália | 3:55.38 | Recorde mundial |

## Medalhistas
| Ouro                       | Prata                          | Bronze                        |
| Ariarne Titmus · Austrália | Katie Ledecky · Estados Unidos | Erika Fairweather · Austrália |

## Resultados

### Eliminatórias
As eliminatórias foram realizadas no dia 22 de julho com início às 11:56.
| Pos. | Bateria | Raia | Nadadora                 | CON                      | Tempo   | Notas |
| ---- | ------- | ---- | ------------------------ | ------------------------ | ------- | ----- |
| 1    | 5       | 5    | Katie Ledecky            | Estados Unidos           | 4:00.80 | Q     |
| 2    | 4       | 4    | Ariarne Titmus           | Austrália                | 4:01.39 | Q     |
| 3    | 5       | 4    | Summer McIntosh          | Canadá                   | 4:01.72 | Q     |
| 4    | 4       | 6    | Isabel Gose              | Alemanha                 | 4:03.02 | Q,    |
| 5    | 4       | 5    | Erika Fairweather        | Nova Zelândia            | 4:03.07 | Q     |
| 6    | 4       | 3    | Lani Pallister           | Austrália                | 4:03.49 | Q     |
| 7    | 5       | 6    | Bella Sims               | Estados Unidos           | 4:04.25 | Q     |
| 8    | 5       | 3    | Li Bingjie               | China                    | 4:04.98 | Q     |
| 9    | 5       | 1    | Ajna Késely              | Hungria                  | 4:07.08 |       |
| 10   | 4       | 1    | Waka Kobori              | Japão                    | 4:07.48 |       |
| 11   | 4       | 7    | Gabrielle Roncatto       | Brasil                   | 4:07.99 |       |
| 12   | 4       | 8    | Maria Fernanda Costa     | Brasil                   | 4:08.67 |       |
| 13   | 5       | 8    | Freya Colbert            | Reino Unido              | 4:09.02 |       |
| 14   | 4       | 9    | Anastasiya Kirpichnikova | França                   | 4:09.43 |       |
| 15   | 3       | 5    | Valentine Dumont         | Bélgica                  | 4:10.09 |       |
| 16   | 5       | 2    | Miyu Namba               | Japão                    | 4:10.23 |       |
| 17   | 4       | 2    | Ma Yonghui               | China                    | 4:10.64 |       |
| 18   | 3       | 1    | Han Da-kyung             | Coreia do Sul            | 4:11.08 |       |
| 19   | 3       | 3    | Deniz Ertan              | Turquia                  | 4:11.08 |       |
| 20   | 5       | 7    | Eve Thomas               | Nova Zelândia            | 4:11.33 |       |
| 21   | 3       | 2    | Imani de Jong            | Países Baixos            | 4:12.03 |       |
| 22   | 5       | 0    | Ella Jansen              | Canadá                   | 4:12.77 |       |
| 23   | 5       | 9    | Bettina Fábián           | Hungria                  | 4:12.83 |       |
| 24   | 3       | 9    | Gan Ching Hwee           | Singapura                | 4:13.10 |       |
| 25   | 3       | 0    | Marlene Kahler           | Áustria                  | 4:13.13 |       |
| 26   | 4       | 0    | Merve Tuncel             | Turquia                  | 4:13.34 |       |
| 27   | 3       | 8    | Daria Golovaty           | Israel                   | 4:14.33 |       |
| 28   | 3       | 7    | Paula Otero              | Espanha                  | 4:14.63 |       |
| 29   | 2       | 4    | María Yegres             | Venezuela                | 4:15.79 |       |
| 30   | 3       | 6    | Cyrielle Duhamel         | França                   | 4:16.97 |       |
| 31   | 3       | 4    | Katja Fain               | Eslovênia                | 4:18.05 |       |
| 32   | 2       | 6    | Iman Avdić               | Bósnia e Herzegovina     | 4:20.04 |       |
| 33   | 2       | 5    | Batbayaryn Enkhkhüslen   | Mongólia                 | 4:21.39 |       |
| 34   | 2       | 3    | Võ Thị Mỹ Tiên           | Vietname                 | 4:23.21 |       |
| 35   | 2       | 2    | Eva Petrovska            | Macedônia do Norte       | 4:24.92 |       |
| 36   | 2       | 1    | Harper Barrowman         | Ilhas Caimã              | 4:26.88 |       |
| 37   | 2       | 8    | Danielle Treasure        | Barbados                 | 4:32.39 |       |
| 38   | 2       | 7    | Sasha Gatt               | Malta                    | 4:35.45 |       |
| 39   | 1       | 3    | Anna Nikishkina          | Quirguistão              | 4:36.12 |       |
| 40   | 1       | 4    | Natalia Kuipers          | Ilhas Virgens Americanas | 4:38.00 |       |
| 41   | 1       | 5    | Amaya Bollinger          | Guam                     | 5:16.50 |       |

### Final
A final será realizada no dia 23 de julho às 20:32.
| Pos.              | Raia | Nadadora          | CON            | Tempo   | Notas           |
| ----------------- | ---- | ----------------- | -------------- | ------- | --------------- |
| Medalha de ouro   | 5    | Ariarne Titmus    | Austrália      | 3:55.38 | Recorde mundial |
| Medalha de prata  | 4    | Katie Ledecky     | Estados Unidos | 3:58.73 |                 |
| Medalha de bronze | 2    | Erika Fairweather | Nova Zelândia  | 3:59.59 |                 |
|                   | 3    | Summer McIntosh   | Canadá         | 3:59.94 |                 |
|                   | 8    | Li Bingjie        | China          | 4:01.65 |                 |
|                   | 7    | Lani Pallister    | Austrália      | 4:05.17 |                 |
|                   | 6    | Isabel Gose       | Alemanha       | 4:05.27 |                 |
|                   | 1    | Bella Sims        | Estados Unidos | 4:05.37 |                 |

Legenda
| Recorde mundial       | Recorde mundial (World record)               |                       | Recorde africano                      | Recorde africano (African) |                                           | Q | Classificado por posição (Qualified) |
| Recorde do campeonato | Recorde do campeonato (Championship record)  | Recorde da América    | Recorde da América (Americas)         | q                          | Classificado por melhor tempo (Qualified) |   |                                      |
| Melhor marca do ano   | Melhor marca do ano (World leading)          | Recorde asiático      | Recorde asiático (Asian)              | DNS                        | Não largou (Did not start)                |   |                                      |
| Recorde nacional      | Recorde nacional (National record)           | Recorde europeu       | Recorde europeu (European)            | DNF                        | Não terminou (Did not finish)             |   |                                      |
| Recorde pessoal       | Recorde pessoal do atleta (Personal best)    | Recorde da Oceania    | Recorde da Oceania (Oceania)          | DSQ / DQ                   | Desclassificado (Disqualified)            |   |                                      |
| Recorde da temporada  | Recorde da temporada do atleta (Season best) | Recorde sul-americano | Recorde sul-americano (South America) | NM                         | Sem marca (No mark)                       |   |                                      |